# Емілі Перкінс
Емілі Джин Перкінс (4 травня 1977 , Ванкувер, Британська Колумбія ) — канадська актриса, найбільш відома за ролями Крістал Брейвуд у серіалі «Гикавка», молодої Беверлі Марш у фільмі Стівена Кінга та Бріджит Фіцджеральд у фільмі «Імбирні знімки». Зніматися в різних фільмах і телесеріалах почала наприкінці 1980-х років.

## Рання життя і кар'єра
Перкінс народилася 1977 року в канадському Ванкувері, Британська Колумбія. У дитинстві вона знялася в трьох телевізійних фільмах: «Маленькі жертви», «Все, щоб вижити» та «Воно» Стівена Кінга.
У 1998 році Перкінс зіграла роль другого плану в канадському телевізійному кримінально-драматичному серіалі «Дослідження да Вінчі» у ролі Кармен в епізоді «Найнебезпечніший час». Вона повернулася до серіалу у 2001 році, щоб зіграти повторювану роль другого плану повії Сью Льюїс у наступних 34-х епізодах, роль, яка принесла їй нагороду «Лев» за найкращу роль другого плану у 2003 році.
У 2000 році Перкінс знялася у фільмі Джинджер Фіцджеральд у ролі Бріжит Фіцджеральд, протилежну Кетрін Ізабель у ролі Джинджер Фіцджеральд. У 2004 році вона знялася у двох послідовних фільмах, продовженні під назвою Ginger Snaps 2: Unleashed та приквелі під назвою Ginger Snaps Back: The Beginning. Її роль у Ginger Snaps отримала нагороду за найкращу жіночу роль на Міжнародному тижні фантастичного кіно в Малазі у 2001 році Ginger Snaps 2: Unleashed — найбільша роль Перкінса у фільмі. У 2004 році журнал жахів Fangoria нагородив Перкінс відзнакою Chainsaw Award за її роботу в GS2: Unleashed.
У Перкінс були ролі другого плану в «Вона — чоловік», «Інша історія Попелюшки» (де вона возз'єдналася з Ізабель) і невелику роль секретаря в «Джуно». Вона грає головну роль у трилері «Кров: Розповідь м'ясника».
У 2009 і 2011 роках вона з'явилася в ролі «суперфанатки» Беккі Розен в телесеріалі CW «Надприродне». Вона повторила свою роль у 2019 році в 15-му і останньому сезоні шоу.
З 1 березня 2010 року Перкінс грала звичайну роль Крістал Брейвуд у канадському комедійному серіалі «Гикавка». Після двох сезонів шоу було скасовано.
Емілі Перкінс одружена з бельгійським канадським академіком Ернестом Матійсом, який писав про культові фільми, включаючи її ролі в серіалі Ginger Snaps.

## Фільмографія

### Фільми
| Рік      | Назва                             | Роль                                 | Примітки |
| -------- | --------------------------------- | ------------------------------------ | -------- |
| 1989 рік | Маленькі Жертви                   | Карен Даунс                          |          |
| 1989 рік | Маленька Золота Книжкова Земля    | Кеті Кабус (голос)                   |          |
| 1990 рік | Все, щоб вижити                   | Криста                               |          |
| 1993 рік | Чудо на I-880                     | Дезіре Шлем                          |          |
| 1993 рік | Жінка на виступі                  | Еббі                                 |          |
| 1994 рік | Момент істини: зламані обітниці   | Сюзанна Стівенс                      |          |
| 1996 рік | Холоднокровне вбивство            | Кеті Евальт                          |          |
| 1996 рік | Вирок часу                        | Карен «сором'язлива дівчина» Деніелс |          |
| 2000 рік | Ginger Snaps                      | Бріжит Фіцджеральд                   |          |
| 2000 рік | Крісті: Повернутися до Кеттер Гап | Зейді Спенсер                        |          |
| 2001 рік | Крісті: Зміна пір року            | Зейді Спенсер                        |          |
| 2001 рік | Крісті: Новий початок             | Зейді Спенсер                        |          |
| 2001 рік | Нація прозаку                     | Елен                                 |          |
| 2002 рік | Безсоння                          | Дівчина, що виступає на похороні     |          |
| 2004 рік | Ginger Snaps 2: Unleashed         | Бріжит Фіцджеральд                   |          |
| 2004 рік | Ginger Snaps Back: початок        | Бріжит Фіцджеральд                   |          |
| 2006 рік | Вона — чоловік                    | Юніс Бейтс                           |          |
| 2007 рік | Джуно                             | Панк на ресепшн                      |          |
| 2008 рік | Ще одна історія про Попелюшку     | Бріттані «Брітт» Блатт               |          |
| 2010 рік | Кров: Розповідь м'ясника          | Готчик                               |          |
| 2010 рік | Ті, що повторюють реальність      | Джемпер                              |          |
| 2014 рік | Позаземне                         | Ненсі                                |          |

### Телесеріали
| Рік             | Назва                  | Роль                                   | Примітки |
| --------------- | ---------------------- | -------------------------------------- | --- |
| 1989 рік        | Затока Небезпеки       | Шеннон Даркус                          | Епізод «На узбережжі»                                                                                       |
| 1990 рік        | Воно                   | Молода Беверлі Марш                    | міні-серіал                                                                                                 |
| 1990 рік        | Мама ПІ                | Марі Салліван                          | 1 сезон звичайний                                                                                           |
| 1993 рік        | Одіссея                | Член Ради Башти                        | Епізод «Ласкаво просимо до вежі»                                                                            |
| 1998 рік        | Цілком таємно          | Дара Керноф/Паула Коклос/Роберта Дайер | Епізод "Всі душі "                                                                                          |
| 1998 рік        | Розслідування да Вінчі | Кармен                                 | Епізод «Найнебезпечніший час»                                                                               |
| 2001–2005 роки  | Розслідування да Вінчі | Сью Льюїс                              | Сезон 4-7 Регулярний                                                                                        |
| 2002 рік        | Сутінкова зона         | Діна                                   | Епізод " Нічний маршрут "                                                                                   |
| 2002 рік        | Наставники             | Мері Шеллі                             | Епізод «Перехід»                                                                                            |
| 2004 рік        | Мертві, як я           | Джозі Фельдман                         | Епізод «Привиди»                                                                                            |
| 2007 рік        | Інопланетяни в Америці | Бренда                                 | Епізод «Церква»                                                                                             |
| 2009–2011, 2019 | Надприродне            | Беккі Розен                            | Епізоди «Співчуття до диявола», «Справжні мисливці за привидами», «7 сезон, час весілля!», «Атомні монстри» |
| 2010 рік        | Гикавка                | Кристал Брейвуд                        | постійна роль                                                                                               |
| 2014 рік        | Коли кличе серце       | Марті Крокер                           | Епізоди «Припиніть і відмовтеся», «Втрачені та знайдені»                                                    |

## Нагороди та номінації
| Рік      | Назва                     | Нагороди                                      | Категорія                                             | Результат | Ref(s) |
| -------- | ------------------------- | --------------------------------------------- | ----------------------------------------------------- | --------- | ------ |
| 1990 рік | Маленькі Жертви           | Премія YTV за досягнення                      | Найкраща молода актриса                               | Перемога  |        |
| 2001 рік | Ginger Snaps              | Малага Міжнародний тиждень фантастичного кіно | Найкраща актриса                                      | Перемога  | [ 10 ] |
| 2002 рік | Ginger Snaps              | Fangoria Chainsaw Awards                      | Найкраща актриса                                      | Номінація | [ 11 ] |
| 2003 рік | Розслідування да Вінчі    | кінопремія Лев                                | Найкраща актриса другого плану в драматичному серіалі | Перемога  | [ 12 ] |
| 2005 рік | Ginger Snaps 2: Unleashed | Fangoria Chainsaw Awards                      | Найкраща актриса                                      | Перемога  | [ 13 ] |
| 2005 рік | Ginger Snaps 2: Unleashed | Fangoria Chainsaw Awards                      | Зал слави жахів Фангорії                              | Inducted  | [ 13 ] |